# Sádek (okres Svitavy)
Obec Sádek se nachází v okrese Svitavy v Pardubickém kraji. Žije zde 569 obyvatel.

## Historie
První písemná zmínka o obci pochází z roku 1557. Sádek má typickou podobu lánové vsi, založené podél Bílého a Černého potoka.

## Pamětihodnosti
- Kostel Nejsvětější Trojice
- Kaplička pod kostelem
- Kaplička u mostu
- Boží muka
- Evangelický hřbitov

## Rodáci
- Arnošt Caha – spisovatel, kulturní historik a pedagog

## Galerie

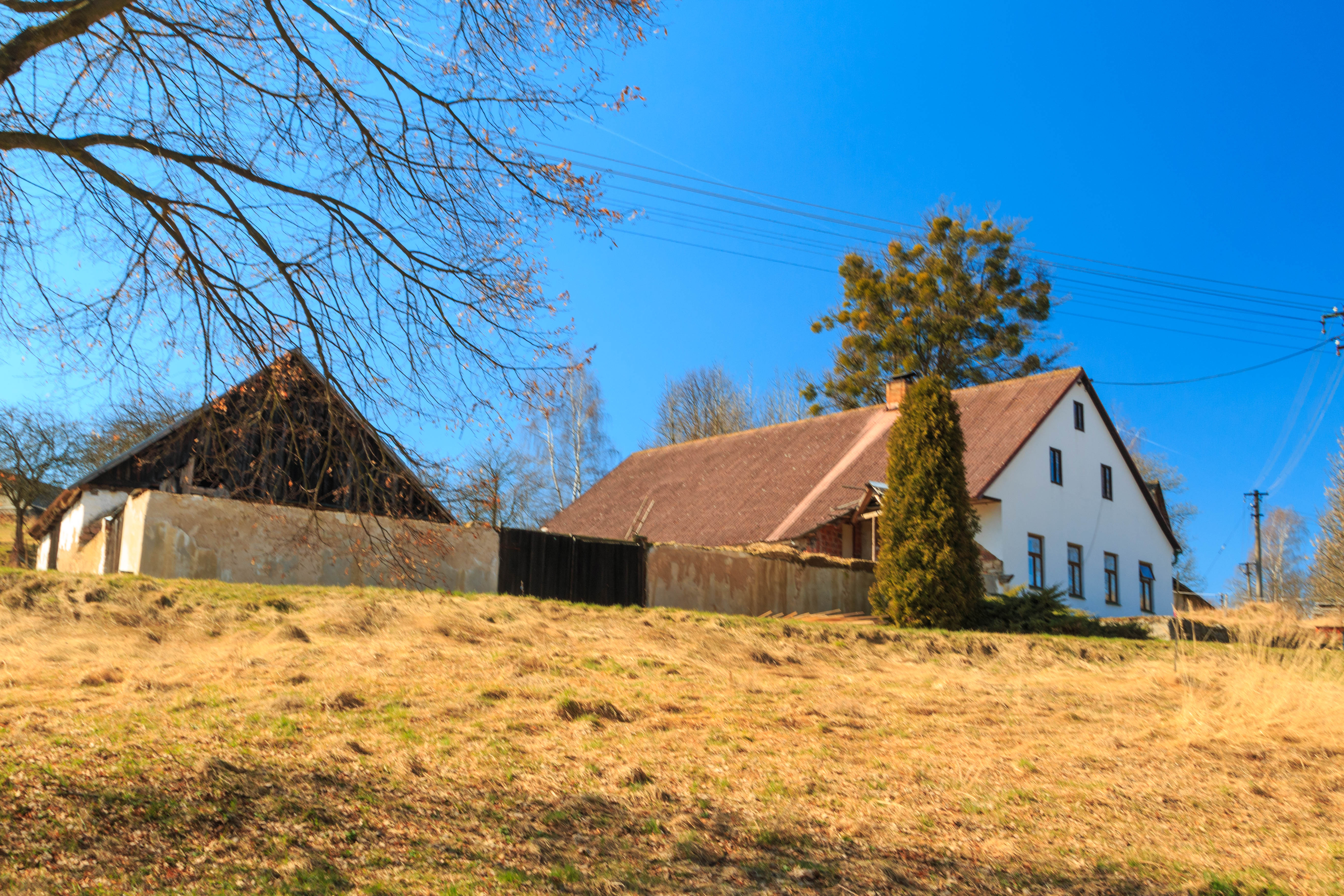
Sádek u Poličky – dům čp. 66
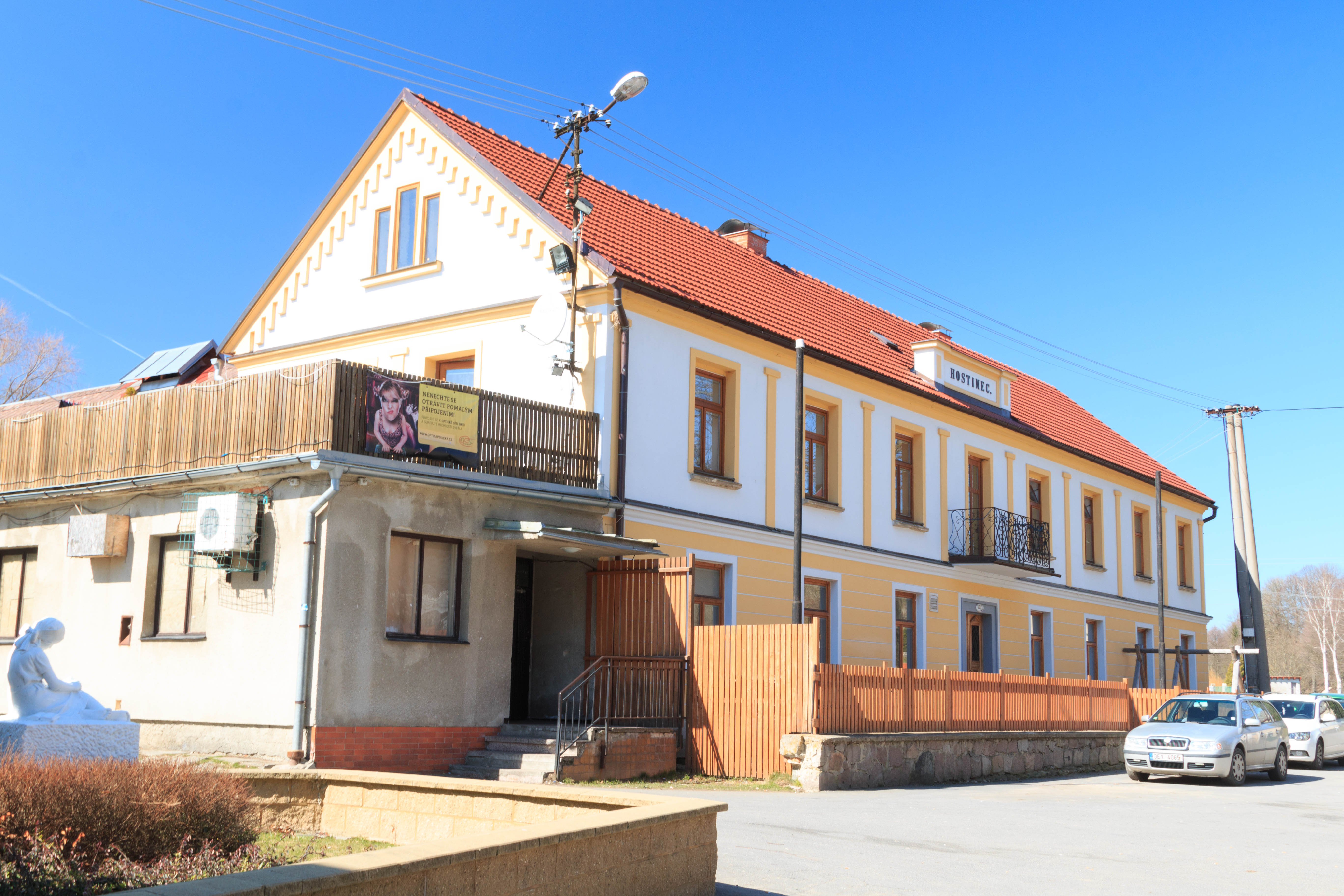
Sádek u Poličky – hostinec
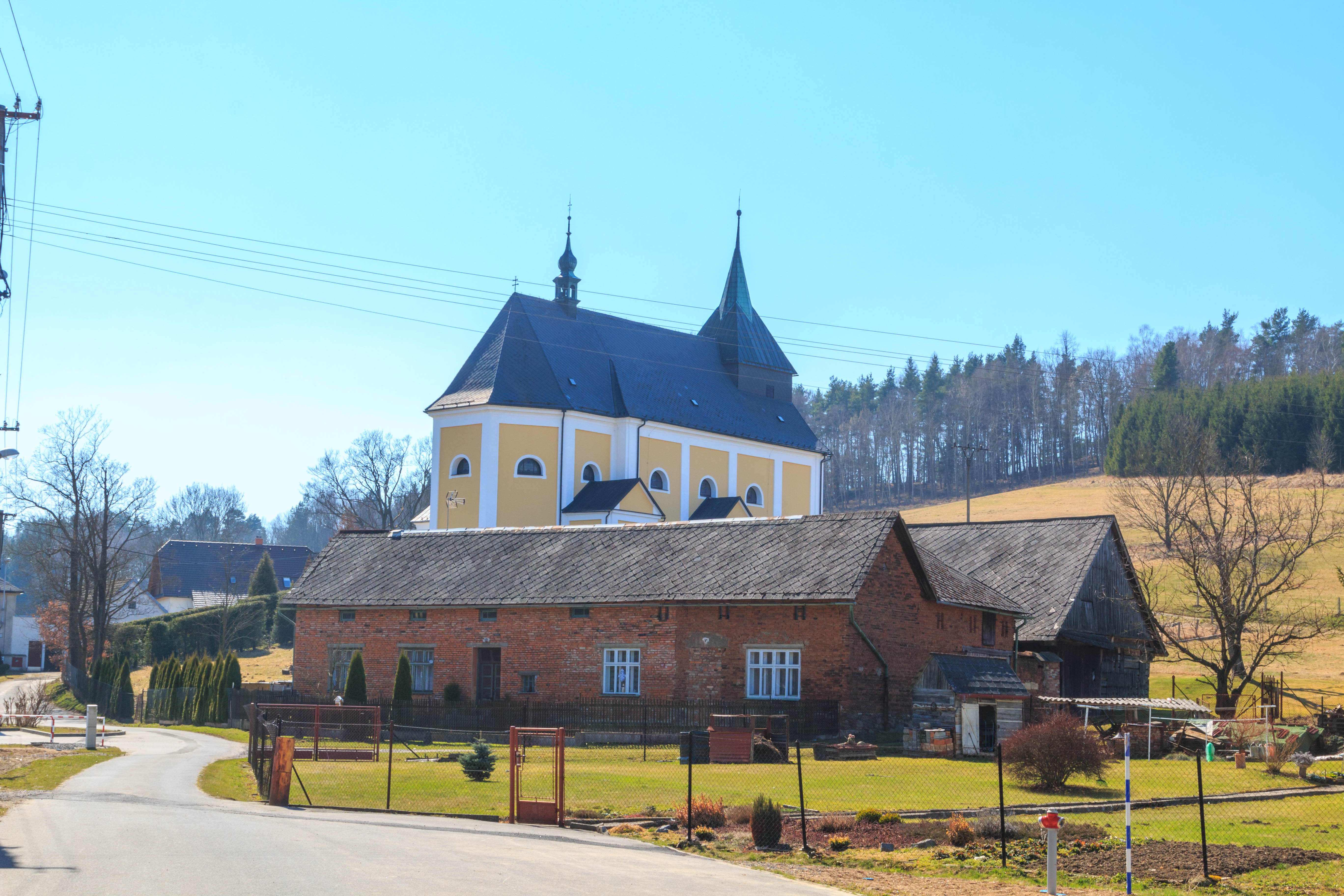
Sádek u Poličky – kostel nejsvětější Trojice
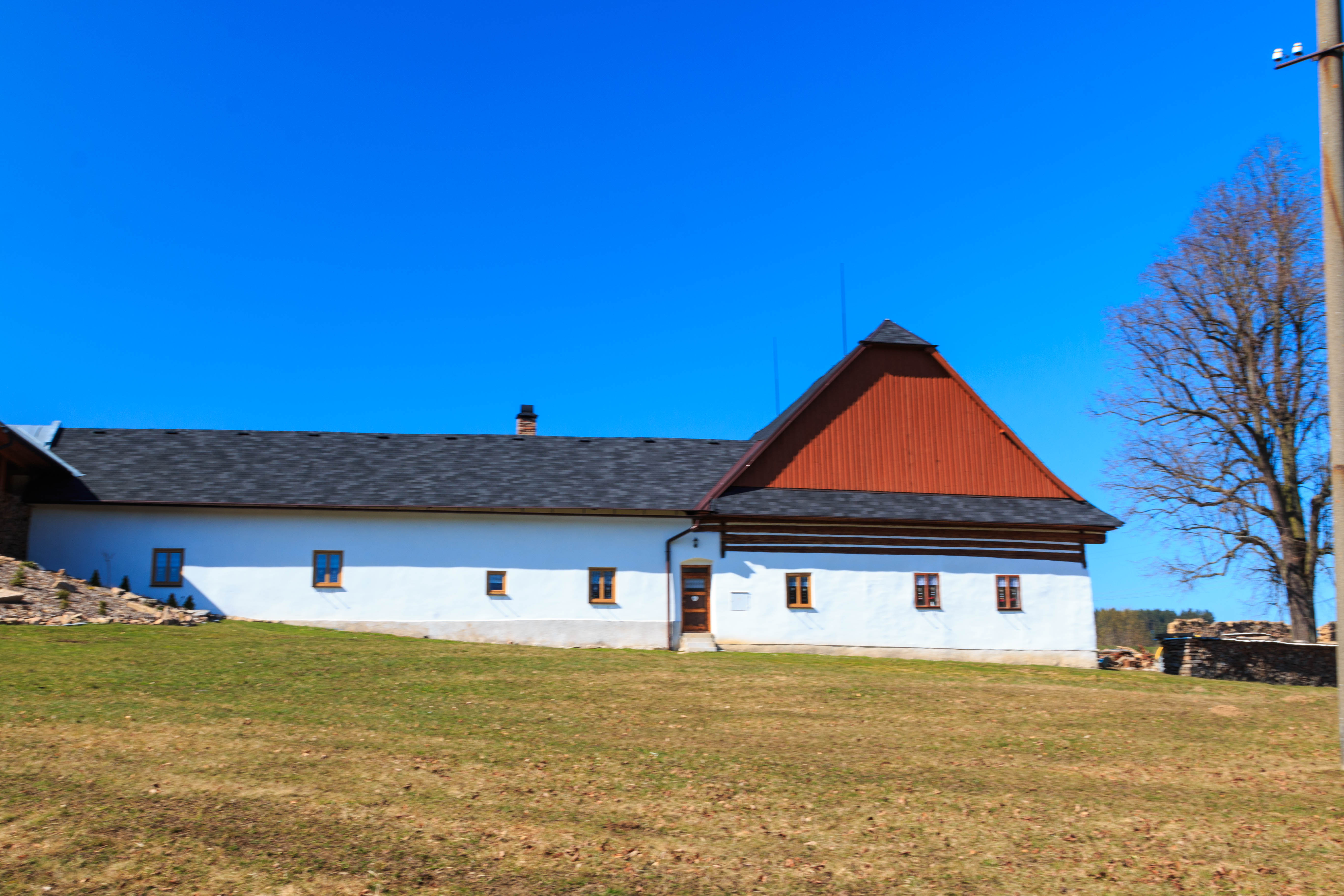
Sádek u Poličky – dům čp. 26